# ليندا جاكسن
ليندا جاكسن (بالإنجليزية: Linda Jackson) مواليد 13 نوفمبر 1958، هي دراج كندية سابقة في صنف سباق الدراجات على الطريق. سبق أن شاركت في دورة الألعاب الأولمبية الصيفية.

## الميداليات
| الميدالية | المسابقة                                    |
| --------- | ------------------------------------------- |
| برونزية   | بطولة العالم لسباق الدراجات على الطريق 1996 |

## روابط خارجية
- ليندا جاكسن على موقع أرشيف الدراجات (الإنجليزية)
- ليندا جاكسن على موقع إحصائيات الدراجات الإحترافية (الإنجليزية)
- ليندا جاكسن على موقع أوليمبيديا (الإنجليزية)